# Prionus aztecus
Prionus aztecus là một loài bọ cánh cứng trong họ Cerambycidae.